# Telephila indicata
Telephila indicata är en fjärilsart som beskrevs av Edward Meyrick 1931. Telephila indicata ingår i släktet Telephila och familjen stävmalar. Inga underarter finns listade i Catalogue of Life.